# Хожаниязов, Гайратдин
Гайратдин Хожаниязов (узб. Gayratdin Xodjaniyazov; 11 июля 1948, посёлок Караузяк, Караузякский район, Каракалпакская АССР — 19 октября 2020, Нукус, Каракалпакстан) — узбекский археолог, политик, заведующий отделом археологии НИИ Истории, археологии и этнографии Каракалпакского отделения АН РУз, сенатор (2015—2020), Герой Узбекистана (2008).

## Биография
Гайратдин Хожаниязов родился 11 июля 1948 года в посёлке Караузяк Караузякского района Каракалпакской АССР. После окончания исторического факультета Каракалпакского государственного педагогического института (сейчас Нукусский государственный педагогический институт им. Ажинияза) в 1972 году, поступил лаборантом в отдел археологии НИИ Истории, археологии и этнографии Каракалпакского отделения АН Узбекской ССР.
В 1996 году получил степень кандидата исторических наук, защитив диссертацию на тему «История фортификации древнего Хорезма». Гайратдин Хожаниязов участник многих научных археологических экспедиций, автор научно-популярных книг и более 130 научных статей по археологии, средневековой фортификационной истории древнего Хорезма, социальных и религиозных памятниках Узбекистана.
В 1990—1994 годы работал исполняющим обязанности председателя Общества охраны памятников истории и культуры Республики Каракалпакстан, в 1994—2000 годы был членом Республиканский комиссии по координации вопросов присвоения топонимическим объектам имён известных людей, в 1995—2000 годы, также являлся членом комиссии по присуждению Государственной премии имени Бердаха. В 2015 году был избран сенатором от Республики Каракалпакстан в сенат третьего созыва (2015—2020).
Гайратдин Хожаниязов в 2003 году стал кавалером ордена «Мехнат Шухрати», в 2008 году ему было присвоено звание Героя Узбекистана.
Скончался 19 октября 2020 года.

## Награды и премии
- Герой Узбекистана (2008)
- Орден «Мехнат шухрати» (2003)